# えこたんバス
えこたんバスは、愛知県額田郡幸田町で運行しているコミュニティバス。1996年（平成8年）4月3日から運行していた福祉巡回バスをコミュニティバスに再編して運行を開始。

## 沿革
- 2012年（平成24年）3月19日 - 運行開始。
- 2015年（平成27年）4月1日 - ルート変更。

## 路線
4路線があり、すべて役場発着。奇数便は下記のルートで、偶数便は下記の逆ルートで運行する。
北ルート
- 役場 - 幸田高校 - 大草神社 - 京ヶ峯岡田病院 - JR相見駅 - 幸田小学校 - 町民会館・図書館 - 役場

中ルート
- 役場 - JR幸田駅西口 - 六栗公民館 - JR相見駅 - 幸田高校 - 町民会館・図書館 - 一乗寺 - 役場

東西ルート
- 役場 - 横落児童館 - JR幸田駅西口 - 道の駅（筆柿の里・幸田） - まどかの郷 - 町民会館・図書館 - 荻西中 - 役場

南ルート
- 役場 - 幸田文化公園（さくら会館入口） - 本隆寺 - JR三ケ根駅東口 - 清幸園 - JR三ケ根駅西口 - 市場公民館東 - JR幸田駅西口 - 横落児童館 - 役場

## 料金・乗降方法
無料である。
降車ボタンがないため、乗車の際に降りるバス停を運転手に申告する。
一部車両は新型車両より降車ボタンあり。ただし停留所案内テープの放送がない為、現状は上記の通り運転手への申告を行なって乗車している。

## 運行日
- 月曜日から金曜日（祝日も運行）。
- 土曜日、日曜日と年末年始（12月29日から1月3日）は運休。

## 車両
北ルートと南ルートはトヨタ・コースター、東西ルートは日野・リエッセII、中ルートは三菱・ローザが使用される。